# Arterias centrales anteromediales
Las arterias centrales anteromediales son varias pequeñas ramas de la porción precomunicante de la arteria cerebral anterior (segmento A1) o de la arteria comunicante anterior; se distribuyen hacia la parte anteromedial del cuerpo estriado del tálamo.